# 涅夫捷卡姆斯克
涅夫捷卡姆斯克（俄语：Нефтека́мск）是俄羅斯巴什科爾托斯坦共和國的一座城市，位於該國北部卡馬河畔。2002年人口122,290人。
1957年開埠，1963年建市。